# Szumna Woda (dopływ Kamiennej)
Szumna Woda (niem. Schwarzes Floss) – bardzo krótki strumień górski w Górach Izerskich, lewy dopływ Kamiennej. Jego źródła znajdują się na południowych zboczach Wysokiego Grzbietu Gór Izerskich, pomiędzy Skalnym Domem a Wysokimi Skałkami. Płynie na południe. Uchodzi do Kamiennej pomiędzy Jakuszycami a Szklarską Porębą Górną. Płynie po granicie i jego zwietrzelinie. Cały obszar zlewni Szumnej Wody porośnięty jest górnoreglowymi lasami świerkowymi, częściowo zniszczonymi i odnowionymi poprzez nowe zalesienia.
W dolnym biegu strumień przecina linia kolejowa nr 311 z Jeleniej Góry do Harrachova, tzw. Kolej Izerska.